# Codonosiga botrytis
Espèce
Synonymes
- Codonosiga elegans De Saedeleer, 1927[2],[3]
- Codonosiga pulcherium Clark, 1968[3]
- Codonosiga botrytis (Ehrenberg) Kent, 1880[4]
- Epistylis botrytis Ehrenberg, 1832
- Codonosiga botrytis (Ehrenberg) F.Stein, 1878

Codonosiga botrytis est une espèce d'organismes unicellulaires de petite taille du règne des Choanomonada.